# Dasophrys natalensis
Dasophrys natalensis är en tvåvingeart som först beskrevs av Ricardo 1920.  Dasophrys natalensis ingår i släktet Dasophrys och familjen rovflugor. Inga underarter finns listade i Catalogue of Life.